# Fort Sumter

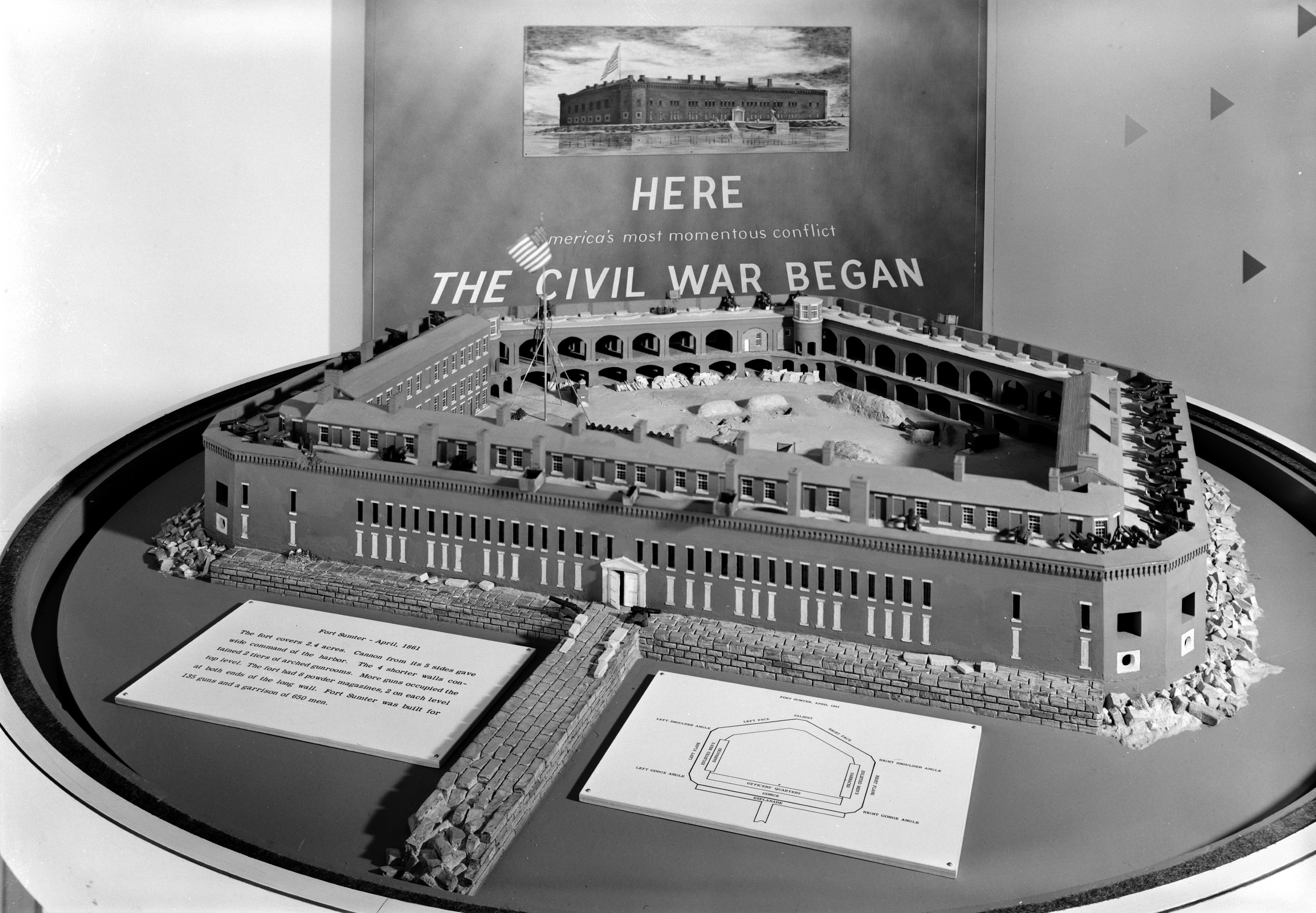
Model Fortu Sumter, wygląd w 1861

Fort Sumter – fort w Stanach Zjednoczonych, w stanie Karolina Południowa. Zbudowany w pierwszej połowie XIX wieku w celu obrony portu i miasta Charleston. Bitwa o Fort Sumter, która miała miejsce 12 kwietnia 1861, rozpoczęła wojnę secesyjną. 

## Historia
Fort zbudowano po wojnie brytyjsko-amerykańskiej jako jedną z serii fortyfikacji (obiektów wojskowych rządu federalnego) mających bronić wejść do najważniejszych portów Stanów Zjednoczonych. Budowa ruszyła w 1827, lecz przebiegała powoli i fort nie był jeszcze całkowicie ukończony w 1860, gdy znalazł się na terytorium powstających Skonfederowanych Stanów Ameryki.
Na początku grudnia 1860 Fort Sumter był obsadzony tylko przez robotników wykańczających jego wnętrze. Większość osiemdziesięciu paru żołnierzy garnizonu w Charleston obsadzała Fort Moultrie, konstrukcję położoną o milę od Fortu Sumter. Po ogłoszeniu niepodległości Republika Południowej Karoliny wysłała do Waszyngtonu delegatów, aby negocjowali przejęcie fortów i arsenału.
Fort dowodzony był przez majora Roberta Andersona z Kentucky. Prezydent Buchanan pragnął uniknąć konfliktu. Jedną z możliwości uniknięcia starcia było wycofanie garnizonu. Chociaż trzech południowych członków Gabinetu zachęcało go do tego, Buchanan odmówił. Obiecał 10 grudnia kongresmanowi z Południowej Karoliny, że nie wyśle posiłków, o które prosił Anderson. W zamian Południowa Karolina obiecała nie atakować Fortu Sumter dopóki trwały negocjacje dotyczące jego przekazania.
Anderson zinterpretował niejednoznaczne rozkazy z departamentu wojny jako dające mu upoważnienie do przerzucenia swoich żołnierzy i przemieszczenia się z Fortu Moultrie do Fortu Sumter, jeśli będzie to konieczne.  Dokonał tego 26 grudnia. Zmiany w Gabinecie pomogły wzmocnić pozycję Buchanana, który przychylił się do propozycji naczelnego dowódcy, Winfielda Scotta, aby wzmocnić siły Andersona w forcie Sumter. Scott wysłał posiłki (200 żołnierzy) i zaopatrzenie na nieuzbrojonym statku handlowym "Star of the West". Artyleria Południowej Karoliny otworzyła ogień i zaliczyła trafienie w statek. Major Anderson nie odpowiedział ogniem.  Misję "Star of the West" porzucono i okręt ruszył w kierunku swojego portu macierzystego w Zatoce Nowojorskiej.

### Wojna secesyjna
8 kwietnia 1861 nowo wybrany prezydent Stanów Zjednoczonych Abraham Lincoln wysłał ekspedycję morską z zaopatrzeniem do stacjonującego wówczas ze swoim oddziałem w forcie majora Roberta Andersona. Konwój pod dowództwem Gustavusa Foxa napotkał opór przy cumowaniu w porcie Charleston.
12 kwietnia 1861 o godzinie 16:30 artyleria Konfederatów rozpoczęła ostrzał fortu obsadzonego przez siły Unii. Flota Foxa rozproszona przez sztorm i przy stanie morza uniemożliwiającym wysłanie łodzi z zaopatrzeniem nie była w stanie pomóc. Fort poddał się następnego dnia, po 34 godzinach ostrzału. Pomimo intensywnego ognia, nikt nie zginął po żadnej ze stron.
Fort pozostał w rękach konfederatów prawie do końca wojny, pomimo kilku prób zdobycia go przez siły Unii od strony morza. Od kwietnia 1863 był pod częstym ostrzałem okrętów i baterii dział ustawionych na otaczających go wyspach. Konfederaci opuścili fort 17 lutego 1865, gdy armia Unii pod dowództwem Williama T. Shermana dotarła do Charleston od południa, maszerując z Savannah w stanie Georgia.
W 1948 fort został ogłoszony narodowym pomnikiem USA.

## Literatura dodatkowa
- Frank Barnes Fort Sumter National Monument National Park Service (ang.)